# ذى شوح (حبيش)

تعديل مصدري - تعديل

ذى شوح هي إحدى قرى عزلة التفادي بمديرية حبيش التابعة لمحافظة إب، بلغ تعداد سكانها 1497 نسمة حسب تعداد اليمن لعام 2004.